# フッ化物ガラス
フッ化物ガラス（ふっかぶつガラス、fluoride glass）とは、酸素の代わりにフッ素を含む非石英系ガラスである。SiO2を主成分とする普通のガラスではない。可視光から赤外線にかけて透過性を有する為に、光ファイバー素材として利用されている。
フッ化物ガラスはインジウム、アルミニウムのフッ化物を主材料としアルカリ土類金属のフッ化物を添加する。光ファイバー素材ではf‐ブロック元素のフッ化物を添加する物もある。1974年にMarcel Poulain らがジルコニウム、バリウム、ランタン、ナトリウムフッ化物で構成された重金属のフッ化物ガラスZBLAN を発見した。ZBLANファイバーについては数多くの論文が発表されている。